# إدارة الإصدار
إدارة الإصدار (مكتبة البنية التحتية لتقانة المعلومات) (بالإنجليزية: Release management (ITIL))‏ تتمحور إدارة الإصدار حول تمكين أنظمة وخدمات المؤسسة من التغيير لدعم احتياجات العمل المتطورة. وهي عملية تنسيق انتقال المشروع إلى بيئات الإنتاج حيث يمكن أن يستهلكها المستخدمون النهائيون. الهدف الأساسي من إدارة الإصدار هو ضمان حماية سلامة البيئة الحية وإصدار المكونات الصحيحة.

## العملية
تعد إدارة الإصدار والنشر إحدى العمليات الرئيسية ضمن قسم نقل الخدمة في إطار عمل مكتبة البنية التحتية لتكنولوجيا المعلومات. يشار إلى هذه العملية باختصار على أنها مجرد «إدارة الإصدار».
تعرف مكتبة البنية التحتية لتكنولوجيا المعلومات إدارة الإصدار والنشر بأنها عملية إدارة التخطيط وجدولة طرح خدمات تكنولوجيا المعلومات والتحديثات والإصدارات في بيئة الإنتاج. حيث يشير الإصدار في هذا السياق إلى تطوير إصدار أحدث من الخدمة أو المكون، ويعني النشر عملية دمجها في بيئة الإنتاج الحية. كما تلعب إدارة الإصدارات دورًا مهمًا في سد الفجوة بين أنشطة المشروع والأشياء التي تنتجها فرق المشروع والعمليات الجارية والمستخدمين الذين سيستهلكون هذه الأشياء. تضمن إدارة الإصدار نقل أي معرفة وموارد قابلة للتطبيق من الفرق التي تقوم بتطوير الميزات أو المكونات الجديدة إلى فريق العمليات الذي سيكون مسؤولاً عن دعمها.